# André Delrue
André Delrue (Doornik, 13 januari 1906 - 10 november 1999) was een Belgisch politicus voor de PCB.

## Levensloop
Opgegroeid in een liberale familie, werd Delrue communist vanwege de sociale toestanden die hij ontdekte in de textielfabriek waar hij ging bij werken in Leuze. 
Hij was actief in het Verzet onder de naam Deran. Hij werd bijzonder populair in zijn stad en werd verkozen tot gemeenteraadslid van Doornik, vanaf 1946 tot in 1982. Hij was er tevens schepen van 1946 tot 1952 en van 1958 tot 1964.
Hij werd verkozen tot lid van de Kamer van volksvertegenwoordigers voor het arrondissement Doornik-Aat-Moeskroen, een mandaat dat hij uitoefende van 1965 tot 1968 en van 1971 tot 1977. In 1977 trok hij zich uit de actieve politiek terug.